# Copa Rio de 2008
A Copa Rio de Profissionais de  2008 foi a 13ª edição da Copa Rio, competição organizado pela Federação de Futebol do Estado do Rio de Janeiro. A competição, assim como em 2007, deu vagas à Copa do Brasil de 2009 e o Campeonato Brasileiro da Série D de 2009. O Nova Iguaçu se sagrou, pela primeira vez, campeão ao vencer o Americano.

## Regulamento

### Primeira fase
A primeira fase foi composta por 12 clubes divididos em dois grupos de seis equipes cada. Os times jogaram entre si dentro do grupo e os três melhores de cada chave avançaram à segunda fase.

### Segunda fase
A segunda fase foi disputada por seis clubes, divididos em três grupos de dois clubes cada. O melhor, em cada confronto, se classificou para a terceira fase da competição.

### Terceira fase
A terceira fase foi disputada por 16 equipes, divididas em quatro grupos de quatro clube cada. Ao final da fase, em confronto de ida e volta dentro da chave, os dois melhores se classificaram à quarta fase.

### Quarta fase
A quarta fase foi disputada por oito equipes, divididos em dois grupos de quatro cada. Ao final da fase, em confronto de ida e volta dentro da chave, o campeão de cada grupo decidiu o título da Copa Rio. Os dois segundos colocados decidiram o terceiro lugar, que daria uma vaga na Copa Rio Espírito Santo, que nunca foi disputada.

## Primeira fase

### Grupo A
| Pos | Equipe         | Pts | J | V | E | D | GP | GC | SG |
| --- | -------------- | --- | - | - | - | - | -- | -- | -- |
| 1   | Quissamã       | 15  | 8 | 4 | 3 | 1 | 20 | 11 | +9 |
| 2   | Olaria         | 13  | 8 | 4 | 1 | 3 | 13 | 13 | +0 |
| 3   | Castelo Branco | 11  | 8 | 3 | 2 | 3 | 10 | 10 | +0 |
| 4   | Sendas         | 8   | 8 | 2 | 2 | 4 | 10 | 13 | -3 |
| 5   | Paraíba do Sul | 8   | 8 | 2 | 2 | 4 | 6  | 12 | -6 |

|                | CAS | OLA | PSO | QUI | SEN |
| -------------- | --- | --- | --- | --- | --- |
| Castelo Branco | –   | 1–3 | 2–1 | 1–1 | 1–1 |
| Olaria         | 0–1 | –   | 0–2 | 4–2 | 2–1 |
| Paraíba do Sul | 2–0 | 0–0 | –   | 0–0 | 1–3 |
| Quissamã       | 3–1 | 6–2 | 4–1 | –   | 3–1 |
| Sendas         | 0–3 | 0–2 | 3–0 | 1–1 | –   |

### Grupo B
| Pos | Equipe             | Pts | J | V | E | D | GP | GC | SG |
| --- | ------------------ | --- | - | - | - | - | -- | -- | -- |
| 1   | Aperibeense        | 14  | 8 | 4 | 2 | 2 | 10 | 6  | +4 |
| 2   | Semeando Cidadania | 11  | 8 | 2 | 5 | 1 | 7  | 4  | +3 |
| 3   | Campo Grande       | 10  | 8 | 2 | 4 | 2 | 10 | 11 | -1 |
| 4   | Tigres do Brasil   | 4   | 8 | 0 | 4 | 4 | 7  | 14 | -7 |
| 5   | Villa Rio[-9]      | 3   | 8 | 3 | 3 | 2 | 11 | 10 | +1 |

|                    | APE | CGR | CID | TIG | VIL |
| ------------------ | --- | --- | --- | --- | --- |
| Aperibeense        | –   | 0–1 | 1–0 | 1–1 | 2–1 |
| Campo Grande       | 1–3 | –   | 1–1 | 1–1 | 3–4 |
| Semeando Cidadania | 0–0 | 1–1 | –   | 3–0 | 1–0 |
| Tigres do Brasil   | 0–2 | 1–2 | 1–1 | –   | 2–2 |
| Villa Rio          | 2–1 | 0–0 | 0–0 | 2–1 | –   |

## Segunda fase

### Grupo C
| Pos | Equipe       | Pts | J | V | E | D | GP | GC | SG |
| --- | ------------ | --- | - | - | - | - | -- | -- | -- |
| 1   | Quissamã     | 4   | 2 | 1 | 1 | 0 | 7  | 1  | +6 |
| 2   | Campo Grande | 1   | 2 | 0 | 1 | 1 | 1  | 7  | -6 |

|              | CGR | QUI |
| ------------ | --- | --- |
| Campo Grande | –   | 1–1 |
| Quissamã     | 6–0 | –   |

### Grupo D
| Pos | Equipe             | Pts | J | V | E | D | GP | GC | SG |
| --- | ------------------ | --- | - | - | - | - | -- | -- | -- |
| 1   | Olaria             | 3   | 2 | 1 | 0 | 1 | 5  | 3  | +2 |
| 2   | Semeando Cidadania | 3   | 2 | 1 | 0 | 1 | 3  | 5  | -2 |

|                    | OLA | CID |
| ------------------ | --- | --- |
| Olaria             | –   | 2–3 |
| Semeando Cidadania | 3–0 | –   |

### Grupo E
| Pos | Equipe         | Pts | J | V | E | D | GP | GC | SG |
| --- | -------------- | --- | - | - | - | - | -- | -- | -- |
| 1   | Aperibeense    | 6   | 2 | 2 | 0 | 0 | 4  | 2  | +2 |
| 2   | Castelo Branco | 0   | 2 | 0 | 0 | 2 | 2  | 4  | -2 |

|                | APE | CAS |
| -------------- | --- | --- |
| Aperibeense    | –   | 2–1 |
| Castelo Branco | 1–2 | –   |

## Terceira fase

### Grupo F
| Pos | Equipe        | Pts | J | V | E | D | GP | GC | SG  |
| --- | ------------- | --- | - | - | - | - | -- | -- | --- |
| 1   | Volta Redonda | 13  | 6 | 4 | 1 | 1 | 15 | 5  | +10 |
| 2   | Madureira     | 10  | 6 | 3 | 1 | 2 | 7  | 8  | -1  |
| 3   | Aperibeense   | 7   | 6 | 2 | 1 | 3 | 6  | 14 | -8  |
| 4   | Resende       | 4   | 6 | 1 | 1 | 4 | 8  | 9  | -1  |

|               | APE | MAD | RES | VOL |
| ------------- | --- | --- | --- | --- |
| Aperibeense   | –   | 1–0 | 0–0 | 1–3 |
| Madureira     | 2–1 | –   | 1–0 | 0–3 |
| Resende       | 7–0 | 1–2 | –   | 0–1 |
| Volta Redonda | 2–3 | 1–1 | 5–0 | –   |

### Grupo G
| Pos | Equipe       | Pts | J | V | E | D | GP | GC | SG |
| --- | ------------ | --- | - | - | - | - | -- | -- | -- |
| 1   | Friburguense | 12  | 6 | 3 | 3 | 0 | 9  | 2  | +7 |
| 2   | Nova Iguaçu  | 9   | 6 | 2 | 3 | 1 | 7  | 5  | +2 |
| 3   | America      | 6   | 6 | 1 | 3 | 2 | 5  | 8  | -3 |
| 4   | Mesquita     | 3   | 6 | 0 | 3 | 3 | 2  | 8  | -6 |

|              | AME | FRI | MES | NOV |
| ------------ | --- | --- | --- | --- |
| America      | –   | 0–3 | 1–0 | 1–2 |
| Friburguense | 1–1 | –   | 3–0 | 2–1 |
| Mesquita     | 1–1 | 0–0 | –   | 1–3 |
| Nova Iguaçu  | 1–1 | 0–0 | 0–0 | –   |

### Grupo H
| Pos | Equipe          | Pts | J | V | E | D | GP | GC | SG |
| --- | --------------- | --- | - | - | - | - | -- | -- | -- |
| 1   | Duque de Caxias | 13  | 6 | 4 | 1 | 1 | 10 | 6  | +4 |
| 2   | Americano       | 8   | 6 | 2 | 2 | 2 | 7  | 7  | +0 |
| 3   | Olaria          | 7   | 6 | 2 | 1 | 3 | 7  | 7  | +0 |
| 4   | Cardoso Moreira | 6   | 6 | 2 | 0 | 4 | 7  | 11 | -4 |

|                 | AMC | CAR | DCA | OLA |
| --------------- | --- | --- | --- | --- |
| Americano       | –   | 3–2 | 0–0 | 2–0 |
| Cardoso Moreira | 1–0 | –   | 0–2 | 2–1 |
| Duque de Caxias | 4–2 | 2–1 | –   | 1–3 |
| Olaria          | 0–0 | 3–1 | 0–1 | –   |

### Grupo I
| Pos | Equipe      | Pts | J | V | E | D | GP | GC | SG |
| --- | ----------- | --- | - | - | - | - | -- | -- | -- |
| 1   | Macaé       | 12  | 6 | 3 | 3 | 0 | 10 | 4  | +6 |
| 2   | Quissamã    | 9   | 6 | 3 | 0 | 3 | 8  | 9  | -1 |
| 3   | Cabofriense | 6   | 6 | 1 | 3 | 2 | 8  | 10 | -2 |
| 4   | Boavista-RJ | 4   | 6 | 0 | 4 | 2 | 8  | 11 | -3 |

|             | BOA | CAB | MAC | QUI |
| ----------- | --- | --- | --- | --- |
| Boavista-RJ | –   | 3–3 | 1–1 | 1–3 |
| Cabofriense | 0–0 | –   | 1–4 | 2–0 |
| Macaé       | 1–1 | 1–1 | –   | 1–0 |
| Quissamã    | 3–2 | 2–1 | 0–2 | –   |

## Quarta fase

### Grupo J
| Pos | Equipe          | Pts | J | V | E | D | GP | GC | SG  |
| --- | --------------- | --- | - | - | - | - | -- | -- | --- |
| 1   | Nova Iguaçu     | 13  | 6 | 4 | 1 | 1 | 16 | 6  | +10 |
| 2   | Quissamã        | 13  | 6 | 4 | 1 | 1 | 9  | 6  | +3  |
| 3   | Duque de Caxias | 9   | 6 | 3 | 0 | 3 | 13 | 13 | +0  |
| 4   | Volta Redonda   | 0   | 6 | 0 | 0 | 6 | 5  | 18 | -13 |

|                 | DCA | NOV | QUI | VOL |
| --------------- | --- | --- | --- | --- |
| Duque de Caxias | –   | 0–1 | 2–0 | 4–2 |
| Nova Iguaçu     | 4–2 | –   | 1–1 | 4–1 |
| Quissamã        | 4–2 | 2–1 | –   | 1–0 |
| Volta Redonda   | 2–3 | 0–5 | 0–1 | –   |

### Grupo K
| Pos | Equipe       | Pts | J | V | E | D | GP | GC | SG |
| --- | ------------ | --- | - | - | - | - | -- | -- | -- |
| 1   | Americano    | 12  | 6 | 4 | 0 | 2 | 7  | 6  | +1 |
| 2   | Madureira    | 10  | 6 | 3 | 1 | 2 | 12 | 9  | +3 |
| 3   | Friburguense | 9   | 6 | 3 | 0 | 3 | 9  | 9  | +0 |
| 4   | Macaé        | 4   | 6 | 1 | 1 | 4 | 7  | 11 | -4 |

|              | AMC | FRI | MAC | MAD |
| ------------ | --- | --- | --- | --- |
| Americano    | –   | 2–1 | 1–0 | 2–0 |
| Friburguense | 1–2 | –   | 1–0 | 2–1 |
| Macaé        | 1–0 | 2–3 | –   | 3–3 |
| Madureira    | 3–0 | 2–1 | 3–1 | –   |

## Disputa do terceiro lugar

### Jogo de ida
| 11 de junho | Quissamã                   | 2 – 5  | Madureira                                                   | Estádio Antônio Carneiro da Silva, Quissamã |
| 16:00       | Douglas 69' · Fabrício 84' | Súmula | Luciano 45' · Nino 57' 65' · Victor Hugo 60' · Jucelino 76' | Público: 200 Árbitro: Agnaldo Xavier Farias |

### Jogo da volta
| 14 de junho | Madureira   | 1 – 1  | Quissamã    | Estádio Aniceto Moscoso, Rio de Janeiro                   |
| 15:00       | Luciano 24' | Súmula | Ricardo 69' | Público: portões fechados Árbitro: Wagner dos Santos Rosa |

## Final

### Jogo de ida
| 14 de junho | Nova Iguaçu        | 1 – 0  | Americano | Estádio Giulite Coutinho, Mesquita                   |
| 15:00       | Paulo Henrique 42' | Súmula |           | Público: 400 Árbitro: Péricles Bassols Pegado Cortês |

### Jogo da volta
| 21 de junho | Americano                  | 2 – 3  | Nova Iguaçu                         | Estádio Godofredo Cruz, Campos dos Goytacazes |
| 15:00       | Bruninho 66' · Juninho 80' | Súmula | Zambi 60' · Marcos Vinícius 70' 87' | Público: 631 Árbitro: Wagner dos Santos Rosa  |

## Premiação
| Copa Rio 2008                   |
| ------------------------------- |
| Nova Iguaçu Campeão (1º título) |

## Classificação Geral
- O primeiro e segundo lugares serão, respectivamente, o campeão e o vice-campeão. Do terceiro ao último lugar será observada a classificação obtida pelas associações em razão do somatório dos pontos ganhos em todos os turnos.

| Pos | Equipe             | Pts | J  | V  | E | D | GP | GC | SG  | Classificação                                           |
| --- | ------------------ | --- | -- | -- | - | - | -- | -- | --- | ------------------------------------------------------- |
| 1   | Nova Iguaçu        | 28  | 14 | 8  | 4 | 2 | 27 | 13 | +14 | Campeão                                                 |
| 2   | Americano          | 20  | 14 | 6  | 2 | 6 | 16 | 17 | -1  | Vice-campeão e vaga na Copa do Brasil de 2009 [C.B]     |
|     |                    |     |    |    |   |   |    |    |     |                                                         |
| 3   | Madureira          | 24  | 14 | 7  | 3 | 4 | 25 | 20 | +5  | Terceiro colocado e vaga na Série D do Brasileiro [S.D] |
| 4   | Quissamã           | 42  | 24 | 12 | 6 | 6 | 47 | 33 | +14 | Quarto colocado                                         |
|     |                    |     |    |    |   |   |    |    |     |                                                         |
| 5   | Duque de Caxias    | 26  | 12 | 7  | 1 | 4 | 23 | 19 | +4  | Eliminados na quarta fase                               |
| 6   | Friburguense       | 21  | 12 | 6  | 3 | 3 | 18 | 11 | +7  | Eliminados na quarta fase                               |
| 7   | Macaé              | 16  | 12 | 4  | 4 | 4 | 17 | 15 | +2  | Eliminados na quarta fase                               |
| 8   | Volta Redonda      | 13  | 12 | 4  | 1 | 7 | 20 | 23 | -3  | Eliminados na quarta fase                               |
|     |                    |     |    |    |   |   |    |    |     |                                                         |
| 9   | Olaria             | 23  | 16 | 7  | 2 | 7 | 25 | 23 | +2  | Eliminados na terceira fase                             |
| 10  | Aperibeense        | 27  | 16 | 8  | 3 | 5 | 20 | 22 | -2  | Eliminados na terceira fase                             |
| 11  | Cardoso Moreira    | 6   | 6  | 2  | 0 | 4 | 7  | 11 | -4  | Eliminados na terceira fase                             |
| 12  | Cabofriense        | 6   | 6  | 1  | 3 | 2 | 8  | 10 | -2  | Eliminados na terceira fase                             |
| 13  | America            | 6   | 6  | 1  | 3 | 2 | 5  | 8  | -3  | Eliminados na terceira fase                             |
| 14  | Resende            | 4   | 6  | 1  | 1 | 4 | 8  | 9  | -1  | Eliminados na terceira fase                             |
| 15  | Boavista-RJ        | 4   | 6  | 0  | 4 | 2 | 8  | 11 | -3  | Eliminados na terceira fase                             |
| 16  | Mesquita           | 3   | 6  | 0  | 3 | 3 | 2  | 8  | -6  | Eliminados na terceira fase                             |
|     |                    |     |    |    |   |   |    |    |     |                                                         |
| 17  | Semeando Cidadania | 14  | 10 | 3  | 5 | 2 | 10 | 9  | +1  | Eliminados na segunda fase                              |
| 18  | Campo Grande       | 11  | 10 | 2  | 5 | 3 | 11 | 18 | -7  | Eliminados na segunda fase                              |
| 19  | Castelo Branco     | 11  | 10 | 3  | 2 | 5 | 12 | 14 | -2  | Eliminados na segunda fase                              |
|     |                    |     |    |    |   |   |    |    |     |                                                         |
| 20  | Sendas             | 8   | 8  | 2  | 2 | 4 | 10 | 13 | -3  | Eliminados na primeira fase                             |
| 21  | Paraíba do Sul     | 8   | 8  | 2  | 2 | 4 | 6  | 12 | -6  | Eliminados na primeira fase                             |
| 22  | Tigres do Brasil   | 4   | 8  | 0  | 4 | 4 | 7  | 14 | -7  | Eliminados na primeira fase                             |
| 23  | Villa Rio[-9]      | 3   | 8  | 3  | 3 | 2 | 11 | 10 | +1  | Eliminados na primeira fase                             |